# Bolognino
Bolognino è il nome di diverse monete battute a Bologna tra la fine del XII secolo ed il XVII.

## Bolognino d'argento
L'imperatore Enrico VI nel 1191 concesse alla città il privilegio di emettere un denaro, che assunse il nome di Bolognino. Nel 1236 prese il nome di bolognino piccolo quando iniziò parallelamente la produzione del bolognino grosso che valeva come un soldo da 12 denari. Pesava 1,41 d'argento.
Le due monete recavano al dritto ENRICVS IPRT (imperator) ed a rovescio BONONIA.
Il grosso bolognino fu apprezzato anche nelle altre città, fu adottato da Ravenna e Rimini e copiato anche da molte zecche. Si conoscono bolognini di Lucca e Roma, dell'Abruzzo e delle Marche. Il bolognino fu emesso anche dai Papi. Il suo valore, comunque, variò molto nel corso negli anni, a causa dell'inflazione, delle guerre e dell'aumento o della diminuzione del valore dei metalli preziosi. Nel Regno di Napoli, sul finire del Quattrocento, un bolognino equivaleva a 3 cinquine d'argento + 3 denari, che corrispondevano anche a 18 denari provisini.
Nel tempo l'indicazione imperiale fu sostituita dall'indicazione dei signori (Pepoli, Giovanni Visconti). Dopo la signoria l'indicazione era quella di MATER STVDIORVM.
Nel XVI secolo diminuì il contenuto dell'argento. La moneta recava ora il busto papale e lo stemma della città.
Nel '700 il bolognino non fu più battuto. Continuarono a essere emessi i multipli da 2 fino a 100 bolognini.

## Bolognino d'oro
Nome del ducato emesso a partire dal 1380 del valore di 30 bolognini d'argento. Aveva lo stesso peso e titolo del ducato papale.